# Семкино (Калужская область)
Семкино — деревня в Малоярославецком муниципальном районе Калужской области в составе сельского поселения «Село Недельное».
Рядом протекает ручей Верхнесредний, приток Суходревки. С севера примыкает деревня Киево, с юго-запада — Дедцево.

## История
В 1859 году деревня Семкина числится казённой при 32 дворах, имеется пруд. Население: 115 мужчин, 105 женщин.
В 1890-е годы в Семкино жило от 300 до 390 человек, в 49 дворах. Большинство жителей были старообрядцами (42 двора). 
В деревне располагался старообрядческий деревянный молельный дом (небольшая церковь) в честь Афанасия Великого. В полуверсте располагалось кладбище. В приход входили ближайшие деревни Киево, Детцево и др. 
После закрытия ближайшей церкви в селе Поречье сюда приходили на службы старообрядцы. В 1930-е годы с Афанасьевской церкви сняли колокола и её закрыли. Священник храма протоиерей З. И. Нижников в 1938 году был задержан и расстрелян.

## Население
| 2002 | 2010 |
| ---- | ---- |
| 12   | ↘5   |